# Hans Jochen Boecker
Hans Jochen Boecker (* 28. März 1928 in Bernkastel-Kues; † 13. Februar 2020 in Wuppertal) war ein deutscher evangelischer Theologe. Er war von 1968 bis 1993 Ordentlicher Professor für Altes Testament an der Kirchlichen Hochschule Wuppertal.

## Leben
Boecker, Sohn des Wupperfelder Pfarrers Ernst Edmund Boecker (1893–1976) und dessen Ehefrau Martha Luise Kuhlen (1899–1984), leistete von 1944 bis 1946 Militärdienst, bei Kriegsende geriet er in Kriegsgefangenschaft. Nach dem Abitur am Wuppertaler Wilhelm-Dörpfeld-Gymnasium studierte er Evangelische Theologie in Wuppertal, Tübingen, Göttingen und Bonn, wo er 1959 mit einer Arbeit zu Redeformen des israelitischen Rechtslebens bei Hans Walter Wolff zum Doctor theologiae promoviert wurde. Das Erste Theologische Examen hatte er 1955 abgelegt, das Zweite Theologische Examen 1958. 1959 wurde er Lektor für Hebräisch und Dozent für Altes Testament an der Kirchlichen Hochschule Wuppertal. Dort wurde er 1968 auf den Lehrstuhl für Altes Testament und Biblisches Hebräisch berufen. 1973 bekam er zudem einen Lehrauftrag für Altes Testament an der Gesamthochschule Wuppertal, die Boecker 1984 zum Honorarprofessor ernannte. 1993 wurde Hans Jochen Boecker emeritiert.
Boecker war von 1990 bis 2005 Vorsitzender des Evangelischen Bibelwerks im Rheinland, dem Vorstand gehörte er bereits seit 1981 an.
Hans Jochen Boecker war seit 1958 mit der Theologin Erika Schumacher verheiratet; aus der Ehe gingen zwei Töchter hervor.

## Werke (Auswahl)
- Redeformen des Rechtslebens im Alten Testament. Neukirchener Verlag, Neukirchen 1964, 2. Aufl. 1970, ISBN 3-7887-0006-8 (zugleich: theol. Diss. u.d.T.: Redeformen des israelitischen Rechtslebens).
- Die Beurteilung der Anfänge des Königtums in den deuteronomischen Abschnitten des 1. Samuelbuches. Ein Beitrag zum Problem des „Deuteronomistischen Geschichtswerks“. Neukirchener Verlag, Neukirchen 1969.
- Recht und Gesetz im Alten Testament und im Alten Orient. Neukirchener Verlag, Neukirchen 1976, ISBN 3-7887-0502-7, 2. Aufl. 1984, ISBN 3-7887-0760-7; auf Englisch: London 1980, ISBN 0-281-03792-2.
- Altes Testament (unter Mitarbeit von Hans-Jürgen Hermisson, Johann Michael Schmidt, Ludwig Schmidt) (= Neukirchener Arbeitsbuch). Neukirchener Verlag, Neukirchen 1983, ISBN 3-7887-0703-8, 5. Aufl. 1996, ISBN 3-7887-1545-6.
- Klagelieder (= Zürcher Bibelkommentare AT, 21). Theologischer Verlag, Zürich 1985, ISBN 3-290-14738-X.
- 1. Mose 25,12–37,1. Isaak und Jakob (= Zürcher Bibelkommentare AT, 1.3). Theologischer Verlag, Zürich 1992, ISBN 3-290-10862-7.
- Wegweisung zum Leben. Recht und Gesetz im Alten Testament. Deutsche Bibelgesellschaft, Stuttgart 2000, ISBN 3-438-06214-3.
- „Gott gedachte es gut zu machen.“ Theologische Überlegungen zum Alten Testament (= Biblisch-Theologische Studien, 54). Neukirchener Verlag, Neukirchen 2003 ISBN 3-7887-1942-7.
- Die Josefsgeschichte (Genesis, 1. Mose 37–50). Mit einem Anhang über die Geschichte der Tamar (38,1–30) und die Stammessprüche (49,1–28). Neukirchener Verlag, Neukirchen 2003, ISBN 3-7887-1943-5.
- Das Lob des Schöpfers in den Psalmen. Neukirchener Verlag, Neukirchen 2008, ISBN 978-3-7887-2316-3.